# Bratislavská regionálna koľajová spoločnosť
Bratislavská regionálna koľajová spoločnosť, a.s. (VKM: BRKS) byla slovenská společnost, která působila jako dopravce provozující osobní a nákladní železniční dopravu. Sídlem společnosti byla Bratislava. Od února 2011 společnost neprovozovala vlakovou dopravu, neboť pro tuto činnost ztratila licenci. Od 14. září 2011 byla společnost v konkursu.

## Historie

### Vznik společnosti
Společnost byla založena jako bezprostřední reakce na rozhodnutí firmy Železničná spoločnosť zastavit k 2. únoru 2003 provoz osobních vlaků na 24 slovenských tratích. BRKS vznikla dne 10. dubna 2003 zápisem do obchodního rejstříku a jejím úkolem mělo být obnovení provozu osobních vlaků na tratích Bratislavského samosprávného kraje, kde byl zastaven provoz.
Vlastnická struktura společnosti při svém vzniku byla následující:
- 51 % Bratislavský samosprávný kraj
- 4 % obce
- 13 % Connex Transport AB
- 20 % ŽOS Vrútky
- 12 % WAGON SERVICE travel

### Provoz osobních vlaků
Společnost získala licenci pro provozování drážní dopravy 4. června 2003 a svůj první vlak vypravila 7. července 2003 na trati Zohor - Záhorská Ves. Od 2. září 2003 pak firma protáhla některé své spoje ze Zohoru až do Bratislavy.
Od konce roku 2003 firma začala provozovat osobní vlaky i na trati Zohor - Rohožník, ale již v únoru 2004 jejich provoz ukončila. Zároveň ani nezačala provozovat plánované spoje na trati Bratislava - Trnava. Důvodem pro omezování aktivit BRKS v osobní dopravě bylo nedostatečná úhrada prokazatelné ztráty z provozování osobní dopravy ze strany regionálních orgánů.
Provozování osobní dopravy se společnost věnovala jen rok, následně se soustředila na nákladní dopravu.

### Provoz nákladních vlaků
Provoz nákladních vlaků ve vlastní režii zahájila společnost v srpnu 2004, kdy začala zajišťovat tranzitní přepravy cementu mezi hranicemi s Českem a Maďarskem. V dalších letech se aktivity společnosti rozšířily na vozbu ucelených vlaků po celém Slovensku. Mezi zákazníky dopravce patřily mj. společnosti PSA Peugeot Citroën, Kia Motors Slovakia, Slovnaft a Istrochem.

### Odebrání licence
V únoru 2011 společnost ztratila licenci, neboť dlouhodobě nehradila poplatky za použití dopravní cesty, trakční energie a dalších služeb provozovatele dráhy. Společnost zdůvodnila svoji platební neschopnost závazky plynoucími z někdejšího provozování osobní dopravy. Přepravy BRKS převzala společnost Bratislava Rail, která je s BRKS propojena (v představenstvech obou společností jsou stejné osoby: Roman Filistein, Ivan Kožehuba a Aneta Dhrif). Protože Bratislava Rail není držitelem licence, dopravu provozuje na licenci českého dopravce LOKO TRANS.

### Konkurs
V srpnu 2011 podaly Železnice Slovenskej republiky (ŽSR) návrh na vyhlášení konkursu na BRKS. Ke dni podání návrhu činil dluh BRKS vůči ŽSR 1,92 mil. EUR. Mezi další významné věřitele patřila Sociálna poisťovňa a některé zdravotní pojišťovny.

## Spolupráce se zahraničními dopravci
BRKS nejdříve provozovala nákladní dopravu pouze v rámci Slovenska, takže mezinárodní vlaky předává v pohraničních přechodových stanicích jiným dopravcům. Jedná se přitom o dopravce státní (např. MÁV, ČD), tak soukromé (např. maďarský CER, české firmy Ostravská dopravní společnost, Unipetrol Doprava, polský PCC Rail).

## Hnací vozidla

### Osobní doprava
Provoz osobních vlaků společnost zahájila se starými motorovými vozy řady 830. Později začala používat také soupravy tažené lokomotivami řady 2143 (pronájem od ÖBB) nebo 740. Vlastnila také několik jednotek Plan U odkoupených od Nederlandse Spoorwegen, které však na Slovensku nikdy v provozu nebyly.

### Nákladní doprava
Na své nákladní vlaky společnost nasazovala lokomotivy pronajaté od různých společností z Česka a Slovenska.
Od Českých drah si pronajímala elektrické lokomotivy řady 230, v minulosti také lokomotivy řady 182. Park motorových lokomotiv pak byl tvořen především stroji řad 740, 742, 770, 771 pronajatých od různých firem. Od 23. června 2007 do 20. března 2008 měla společnost v pronájmu lokomotivu ER20-014 z lokpoolu Dispolok.